# Isola Fire (Isole Fox)
Isola Fire ("Isola del Fuoco") è una piccola isola del gruppo delle Fox nell'arcipelago delle Aleutine orientali e appartiene all'Alaska (USA).
Si trova circa 800 m a nord dell'isola di Bogoslof, che a sua volta si colloca 43 km a nord di Umnak. Fire è conosciuta anche come New Bogoslof essendo emersa nel 1883, quale nuova sommità emergente del vulcano Bogoslof